# Giel de Winter
Giel Roland de Winter (Uden, 26 april 1990) is een Nederlandse youtuber, presentator en diskjockey, die verder onder meer creatief directeur bij Talpa Social was. De Winter kreeg vooral naamsbekendheid nadat hij het YouTube-kanaal StukTV startte, waarmee hij uiteindelijk negen VEED Awards won in de jaren 2015 tot en met 2019.

## Levensloop

### StukTV
Sinds juli 2012 is De Winter samen met Thomas van der Vlugt en Stefan Jurriens presentator van StukTV, waar hij medeoprichter van is. Het bijbehorende YouTube-kanaal passeerde eind november 2018 de grens van twee miljoen abonnees.
Het drietal haalde met de zogeheten woensdagopdrachten regelmatig het nieuws. Zo werden ze in 2016 opgepakt door de politie voor brandstichting in Leeuwarden.

### Televisiecarrière
De Winter verscheen in 2014 voor het eerst op televisie in het RTL 5-programma Roadtrippers. Dit programma werd zowel op de televisie als op StukTV uitgezonden. In het programma zijn er verschillende teams die als deelnemers meedoen. Ze filmen en presenteren alles zelf. In het programma verscheen De Winter samen met Stefan Jurriens en Thomas van der Vlugt als Team StukTV. Ondanks dat er in elk seizoen nieuwe teams komen bleef Team StukTV elk seizoen terugkomen. In seizoen 4 ging het programma verder onder de naam Roadtrippers 8 Friends en vormde De Winter een team met youtuber Kelvin Boerma. De Winter wist het eerste, derde en vierde seizoen te winnen met zijn team.
Sinds begin 2016 is De Winter programmamaker bij RTL. Daarnaast verscheen De Winter in ditzelfde jaar als presentator en panellid in het RTL 5-programma Galileo. Galileo is een populair-wetenschappelijk programma waarin De Winter opmerkelijke experimenten uitvoert; zo werd hij onder andere levend begraven in een glazen kist. In ditzelfde jaar stond De Winter centraal in een van de afleveringen van Linda's Mannen; hierin volgde Linda Hakeboom hem een jaar lang.
In 2017 keerde De Winter terug op televisie. Hij was te zien in het RTL 4-programma Het perfecte plaatje en het AVROTROS-programma The Big Escape. Hij wist in beide programma's de finale te halen, maar eindigde uiteindelijk bij beide programma's als tweede.
Begin 2018 was De Winter te zien in het RTL 4-programma Weet Ik Veel en eindigde op de tweede plek. Tevens was hij in augustus 2018 te zien in een gastrol in de film van collega youtuber Dylan Haegens genaamd De Film van Dylan Haegens.
Op 31 oktober 2018 werd bekendgemaakt dat De Winter toe zou treden als Creative Director binnen Talpa op de afdeling Social, na de overname van StukTV door Talpa. Hij stopte hiermee in augustus 2022 en richtte het bedrijf Signal.Stream op.

## Filmografie
| Televisie / YouTube als presentator | Televisie / YouTube als presentator      | Televisie / YouTube als presentator                         |
| Jaar                                | Productie                                | Opmerkingen                                                 |
| ----------------------------------- | ---------------------------------------- | ----------------------------------------------------------- |
| 2011-heden                          | StukTV                                   | Series van StukTV                                           |
| 2014-2017, 2019-heden               | Roadtrippers                             | Series van StukTV                                           |
| 2016                                | Stuk voor Afrika                         | Series van StukTV                                           |
| 2016-heden                          | Het Jachtseizoen                         | Series van StukTV                                           |
| 2016                                | Galileo                                  | Presentator                                                 |
| 2017                                | Huis op Stelten                          | Series van StukTV                                           |
| 2018                                | De Horrornacht                           | Series van StukTV                                           |
| 2018                                | Mad Trip                                 | Series van StukTV                                           |
| 2018, 2020-heden                    | De Kluis                                 | Series van StukTV                                           |
| 2019, 2022-                         | Puberende bejaarden                      | Series van StukTV                                           |
| 2020-heden                          | De Drop                                  | Series van StukTV                                           |
| 2020-heden                          | De Stilste Show                          | Series van StukTV                                           |
| 2020                                | Ontvoerd                                 | Series van StukTV                                           |
| 2020                                | De Politieachtervolging                  | Series van StukTV                                           |
| 2022-heden                          | Million Dollar More                      | Presentator                                                 |
| 2023–heden                          | Clickbait                                | Serie van StukTV                                            |
| Televisie als deelnemer             |                                          |                                                             |
| Jaar                                | Productie                                | Opmerkingen                                                 |
| 2016                                | Linda's Mannen                           | Presentatrice Linda Hakeboom volgde De Winter één jaar lang |
| 2017                                | The Big Escape                           | Geëindigd op de tweede plek in de finale                    |
| 2017                                | Het perfecte plaatje                     | Geëindigd op de tweede plek in de finale                    |
| 2018                                | Weet Ik Veel                             | Geëindigd op de tweede plek                                 |
| 2018                                | Professor Nicolai en Dr. Beckand         | Meerdere afleveringen                                       |
| 2018                                | Een goed stel hersens                    | Vormde een team met zijn moeder                             |
| 2018                                | De Film van Dylan Haegens                | Als zijnde Giel van StukTV                                  |
| 2019                                | Mars tegen Venus                         |                                                             |
| 2019                                | Ik hou van Holland                       | Team Jeroen                                                 |
| 2020                                | Holland-België                           | Team Holland                                                |
| 2021                                | Marble Mania                             | Met Stefan Jurriens en Thomas van der Vlugt                 |
| 2022                                | De Verraders                             | Eerste afvaller                                             |
| 2023                                | Waku Waku                                |                                                             |
| 2024                                | 30 seconds                               | Team Airen                                                  |
| 2025                                | Code van Coppens: De wraak van de Belgen | Team met Tygo Gernandt                                      |

## Prijzen en nominaties
| Jaar | Prijs                           | Categorie                                            | Resultaat   | Ref.   |
| ---- | ------------------------------- | ---------------------------------------------------- | ----------- | ------ |
| 2015 | VEED Awards                     | Beste YouTube Channel                                | Gewonnen    | [ 6 ]  |
| 2016 | VEED Awards                     | Beste YouTube Channel                                | Gewonnen    | [ 7 ]  |
| 2017 | VEED Awards                     | Beste YouTube Channel                                | Gewonnen    | [ 8 ]  |
| 2017 | VEED Awards                     | Beste Prank Channel                                  | Gewonnen    | [ 8 ]  |
| 2017 | Hashtag Awards                  | Beste Entertainment Video voor Het Jachtseizoen      | Gewonnen    | [ 9 ]  |
| 2018 | Zapplive Awards                 | Beste YouTube-kanaal                                 | Gewonnen    | [ 10 ] |
| 2018 | Zapplive Awards                 | Beste Serie voor Het Jachtseizoen                    | Gewonnen    | [ 10 ] |
| 2018 | VEED Awards                     | Beste YouTube Channel                                | Gewonnen    | [ 11 ] |
| 2018 | VEED Awards                     | Beste Serie voor Het Jachtseizoen                    | Gewonnen    | [ 11 ] |
| 2018 | The Best Social Awards          | Beste Youtuber                                       | Gewonnen    | [ 12 ] |
| 2018 | Hashtag Awards                  | Diamond Award                                        | Gewonnen    |        |
| 2019 | Zapplive Awards                 | Beste Youtuber                                       | Gewonnen    | [ 13 ] |
| 2019 | VEED Awards                     | Beste YouTube Channel                                | Gewonnen    | [ 14 ] |
| 2019 | VEED Awards                     | Beste Serie voor Het Jachtseizoen                    | Gewonnen    | [ 14 ] |
| 2019 | VEED Awards                     | Beste Muziek Youtuber                                | Gewonnen    | [ 14 ] |
| 2019 | Nickelodeon Kids' Choice Awards | Favoriete Grappenmaker                               | Gewonnen    | [ 15 ] |
| 2019 | The Best Social Awards          | Beste Youtuber                                       | Gewonnen    | [ 16 ] |
| 2019 | Televizier-Ster                 | Online-videoserie met Het Jachtseizoen               | Genomineerd | [ 17 ] |
| 2020 | Zapplive Awards                 | Beste YouTube-kanaal                                 | Gewonnen    | [ 18 ] |
| 2020 | Zapplive Awards                 | Favoriete Online Serie: De Kluis                     | Gewonnen    | [ 18 ] |
| 2020 | Televizier-Ster                 | Online-videoserie met Het Jachtseizoen               | Genomineerd | [ 19 ] |
| 2021 | Zapp Awards                     | Beste YouTube kanaal                                 | Genomineerd |        |
| 2021 | Zapp Awards                     | Beste Online Serie: Roadtrippers                     | Gewonnen    |        |
| 2022 | #Video Award                    | Beste Sponsored Video; met Samen kunnen we niet Stuk | Gewonnen    | [ 20 ] |